# Colleen Moore
Pour les articles homonymes, voir Moore.
Kathleen Morrison, dite Colleen Moore, née le 19 août 1899 et morte le 25 janvier 1988, était une actrice américaine qui a commencé sa carrière à l’arrivée du cinéma muet. Elle est devenue l’une des célébrités les plus à la mode (et l’une des mieux payées) de son époque, aidant à populariser la coupe à la garçonne, connue sous le nom de « coupe au carré ».
Bien qu'autrefois elle fut une personnalité renommée, presque la moitié de ses films sont désormais considérés comme perdus, notamment son premier film parlant de 1929. Sorti en 1923, Flaming Youth, probablement son film le plus connu, est, jusqu’à présent, quasiment perdu, avec uniquement une seule bobine conservée.
Moore a pris une pause dans sa carrière d’actrice entre 1929 et 1933, alors que le son s’ajoutait aux films. Après son retour, ses quatre films sonores sortis en 1933 et 1934 n’ont pas connu un succès financier. Elle a mis par la suite fin à sa carrière sur grands écrans.
Après sa carrière d’actrice, Moore a entretenu sa richesse grâce à d’astucieux investissements, devenant partenaire de Merrill Lynch. Plus tard, elle écrira un manuel pratique sur les investissements en bourse.
À une certaine période de sa vie, Moore s'est aussi découvert une passion pour les maisons de poupées. Elle a notamment participé à la création et à la conception de l’exposition intitulée The Colleen Moore Dollhouse, disposée au Musée des Sciences et de l'Industrie de Chicago depuis le début des années 1950. La maison de poupée, d’une superficie de 0,84 m2 (9 square feet), a été estimée en 1985 à 7 millions de dollars, et est admirée par 1,5 million de personnes chaque année.

## Enfance
Moore est née sous le nom de Kathleen Morrison le 19 août 1899 (selon la majeure partie des documents officiels; la date qui, selon elle, était correcte dans son autobiographie, Silent Star est 1902) à Port Huron dans l'État du Michigan. Moore était l’enfant aînée de Charles R. et Agnes Kelly Morrison. La famille est restée à Port Huron pendant les premières années de sa vie, vivant d’abord avec sa grand-mère Mary Kelly (souvent orthographié Kelley) et ensuite avec au moins une de ses tantes.
En 1905, la famille a déménagé à Hillsdale, Michigan, où ils sont restés près de deux ans. Ils ont ensuite déménagé à Atlanta, Géorgie en 1908. Ils étaient répertoriés à trois adresses différentes lors de leur séjour à Atlanta (d’après les annuaires de la ville de la bibliothèque publique d’Atlanta-Fulton): 301 Capitol Avenue- 1908; 41 Linden Avenue- 1909; 240 N.Jackson Street- 1910. Ils ont ensuite vécu brièvement, environ un an, à Warren, Pennsylvanie et, en 1911, ils ont emménagé à Tampa en Floride.
À l'âge de 15 ans, elle fait ses premiers pas à Hollywood. Son oncle lui avait arrangé un casting avec le directeur D. W. Griffith. Elle voulait être une deuxième Lillian Gish mais à la place, elle s'est retrouvée à jouer des rôles d'héroïne dans des westerns avec des célébrités telles que Tom Mix.
Deux des grandes passions de Moore étaient les poupées et les films ; les deux ayant joué un rôle important dans sa vie d’adulte. Selon les rumeurs, son frère et elle auraient créé leur propre société anonyme et se seraient produits sur une scène construite à partir d'une caisse d'emballage de piano.
Ses tantes, qui l’adorent, se livraient à son autre grande passion et lui achetaient souvent des meubles miniatures lors de leurs nombreux voyages, avec lesquels elle a meublé sa première succession de maisons de poupées. La famille de Moore passaient leurs étés à Chicago, où elle profitait du baseball et de la compagnie de sa tante Lib (Elisabeth, qui a changé son nom pour “Liberty”, Lib en abrégé) et le mari de Lib, Walter Howey. Howey était le rédacteur en chef du Chicago Examiner et un important rédacteur en chef de l'empire de l'édition de William Randolph Hearst, et a inspiré Walter Burns, le rédacteur en chef du journal fictif de Chicago dans la pièce et le film The Front Page.

## Carrière

### Débuts
La société de production Essanay Studios est accessible à pied en partant du nord-ouest de la ligne de métro de Chicago (appelée Northwestern L), qui passait juste devant la résidence Howey. (Ils disposaient d’au moins deux résidences entre 1910 et 1916: 4161 Sheridan et 4942 Sheridan).
Lors de futures interviews pendant sa carrière dans le cinéma muet, Colleen Moore déclare qu’elle apparaît en l'arrière-plan de plusieurs films produits par Essanay Studios, la plupart du temps comme un visage parmi la foule. Une histoire raconte qu’elle serait entrée dans les studios et aurait fait la queue pour être figurante aux côtés d’Helen Ferguson: quelques années plus tard, dans une entrevue avec Kevin Brownlow, Helen conte une histoire qui confirmerait largement de nombreux détails de sa déclaration, même s’il n’est pas certain qu’elle ait fait référence au passage de Moore comme figurante (si elle en était réellement une), ou à son essai de film avant son départ pour Hollywood en novembre 1917.
Le producteur de cinéma David Wark Griffith avait une dette envers les Howey, qui l’avaient aidé à faire passer Naissance d’une nation et Intolérance devant la Commission de Censure de Chicago.
"J’ai été envoyée à Hollywood - non pas parce que quelqu’un voyait du potentiel en moi, mais simplement pour s’acquitter d’une dette”

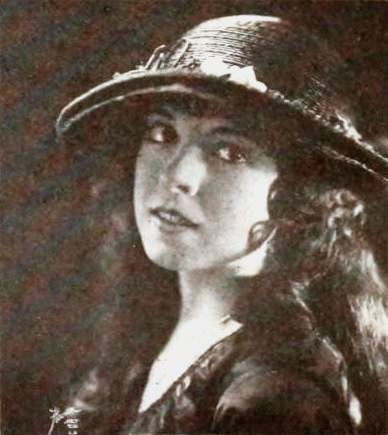
Portrait en mai 1920.

Son contrat avec Triangle Film Corporation, la société de production appartenant à Griffith, était dépendant de la réussite du test cinématographique pour s’assurer que son hétérochromie (elle avait un œil marron et l’autre bleu)[2] ne serait pas une distraction dans les plans rapprochés. Ses yeux ayant passés le test, elle part pour Hollywood, avec sa mère et sa grand-mère comme chaperons. Moore fait sa première apparition au cinéma en 1917 dans Le Mauvais Garnement pour Triangle Film Corporation, et, durant les années suivantes, est apparue dans de petits seconds rôles, attirant l’attention du public petit à petit.
Le Mauvais Garnement a été réalisé le 18 février, avec la participation de Robert Harron, Richard Cummings, Josephine Crowell, et Mildred Harris (qui deviendra plus tard la première femme de Charlie Chaplin). Robert Harron apparaît également dans An Old-Fashioned Young Man deux mois plus tard. Le troisième film de Moore, Hands Up!, a été filmé à proximité de Seven Oaks (un lieu connu des réalisateurs en quête de plans spectaculaires). C’était son premier véritable western. Le scénario du film a été écrit par Wilfred Lucas d’après l’histoire de Al Jennings, le célèbre hors-la-loi qui a été libéré de prison par la grâce présidentielle de Theodore Roosevelt en 1907. Monte Blue faisait partie de la distribution et a remarqué que Moore était incapable de monter son cheval, même si l’équitation était une compétence requise pour la scène (pendant la distribution des rôles, elle a omis de mentionner son inabilité de monter à cheval). Il lui a rapidement appris comment monter à cheval et comment le tenir fermement.
Dans un article du 3 mai 1917, le quotidien Chicago Tribune a déclaré : "Colleen Moore offre d’incroyables performances théâtrales. Elle est très douce alors qu’elle s’approche, assurée, de son héros bandit, et, ô, si pitoyable, quand elle réalise enfin la nature de cet homme, elle entre dans une terreur folle et, criant « Papa, papa, papa ! » frappe inutilement une porte verrouillée, un petit animal apeuré, ignorant la gentillesse de ce monde jusqu’à présent." Tandis que son premier contrat de six mois était prolongé pour une période de six mois, elle a demandé et reçu cinq semaines de congé afin de filmer pour le département Blue Bird d’Universal Studio, produit sous le nom de The Savage. C’était son quatrième film, et elle était sollicitée pour seulement deux semaines. À son retour dans le groupe des Beaux Arts, elle a passé plusieurs semaines à essayer d’obtenir son salaire pour les trois semaines pendant lesquelles elle s’était rendue disponible pour travailler pour l’entreprise Triangle (elle le recevra finalement en décembre de la même année).
Peu de temps après, cette même compagnie fait faillite, et, alors que son contrat était honoré, elle s’est soudainement retrouvée en recherche d’un nouvel emploi. Avec une bande originale de sa performance dans Hands Up! sous le bras, Colin Campbell lui prévoit un contrat avec la société de production Selig Polyscope. Elle était très prometteuse considérant son travail dans A Hoosier Romance avant la sortie de The Savage en novembre. Après A Hoosier Romance, elle travaillera sur Little Orphant Annie. Les deux films sont basés sur des poèmes écrits par James Whitcomb Riley, et tous deux s'avèrent être très populaires. C’était sa première expérience du succès.

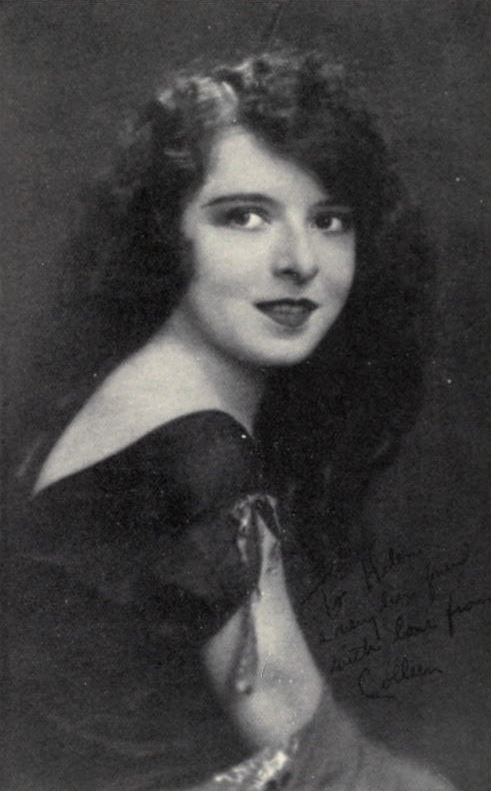
Portrait en 1921.

Little Orphant Annie est sorti en décembre. Le Chicago Tribune a dit de Moore, "La dernière fois que nous l’avons vue, c’était une enfant adorable et préservée. Espérons que nos éloges ne lui montent pas à la tête." Malgré ses bons conseils, sa chance prend un tout autre tournant pour le pire, quand Selig Polyscope tombe à la déroute. Moore se retrouve au chômage encore une fois, et pourtant, elle commence à se faire elle-même un nom à partir de 1919. Elle avait une liste de films programmés. Elle s’est rendue en Arizona, à Flagstaff, pour participer au western The Wilderness Trail, accompagnée cette fois de Tom Mix. Sa mère continuait de jouer les chaperons. Moore a exprimé que pendant qu’elle avait un faible pour Mix, lui craquait pour sa mère. The Wilderness Trail était une création de Fox Film Corporation, et bien qu’il ait commencé à être filmé très tôt, il ne sortira qu’après The Busher, sorti le 18 mai. The Busher était une production de H. Ince Productions et Famous Players-Lasky; c’était un film de baseball dont le héros est joué par John Gilbert. Une autre production de Fox Film, The Wilderness Trail est sortie le 6 juillet suivant. The Man in the Moonlight, un film réalisé par Universal Pictures, sort le 28 juillet, soit quelques semaines plus tard. The Egg Crate Wallop est une réalisation Famous Players-Lasky, sortie par Paramount Pictures le 28 septembre.

### Succès
Sa carrière s’est poursuivie avec la société Christie Film Company, une décision qu’elle a prise lorsqu’elle a décidé qu’elle avait besoin d’une formation en bande dessinée. Pendant qu’elle était avec Christie, elle a réalisé Her Bridal Nightmare,  Roman Scandal et So Long Letty.
Parallèlement à son travail de réalisatrice, elle a joué dans The Devil's Claim avec Sessue Hayakawa (interprétant le rôle d’ une femme persane), et également dans When Dawn Came, et His Nibs (1921) avec Chic Sale. Pendant tout ce temps, Marshall Neilan a tenté de libérer Moore de son contrat afin qu'elle puisse travailler pour lui. Il a réussi et produit Dinty avec Moore, sorti vers la fin de 1920, suivi par When Dawn Came.
Malgré tous ses efforts pour éloigner Moore de Christie, il semble que la plupart du temps Neilan envoyait Moore à d'autres studios. Il l’a envoyée à  King Vidor  pour le western The Sky Pilot, sorti en mai 1921. Après avoir tourné ce film dans les chaînes montagneuses de Truckee, elle s'est rendue sur l'île de Catalina pour travailler sur The Lotus Eater avec John Barrymore. En octobre 1921, His Nibs est réalisé, son unique film sorti cette année-là, en plus de The Sky Pilot.
Dans His Nibs, Moore apparaît lors d’une mise en abyme ; le film de cadrage était un véhicule comique pour Chic Sales. Le film qu'il a encadré était une parodie, dite “spoof”, des films de l'époque. 1922 s'est avérée être une année mouvementée pour Moore; elle a été nommée aux  WAMPAS Baby Star lors d'un "frolic" à l'Ambassador Hotel qui est devenu un événement annuel, en reconnaissance de sa popularité croissante. Au début de 1922, le film Come On Over sort, tiré d'une histoire de Rupert Hughes et réalisé par Alfred E. Green. Hughes a dirigé Moore lui-même dans The Wallflower, sorti la même année. De plus, Neilan l'a présentée à John McCormick, un publicitaire qui avait les yeux rivés sur Moore depuis qu'il avait vu sa photo pour la première fois. Il avait incité Marshall à se présenter. Les deux se sont bien entendus, et peu de temps après, ils se sont fiancés. À la fin de cette année, trois autres de ses films sont sortis : Forsaking All Others, The Ninety and Nine et Broken Chains.
Look Your Best et The Nth Commandment sont sortis au début 1923, suivis par deux productions de Cosmopolitan, The Nth Commandment et Through the Dark. À ce moment-là, Moore avait publiquement annoncé ses fiançailles avec McCormick, un fait qu'elle n'avait pas révélé à la presse auparavant. Avant le milieu de l'année 1923, elle avait signé un contrat avec First National Pictures, et ses deux premiers films devaient être The Huntress et Flaming Youth. Le film Slippy McGee est sorti en juin, suivi de Broken Hearts of Broadway.
Moore et John McCormick se sont mariés pendant la production de Flaming Youth et juste avant la sortie de The Savage. Finalement sorti en 1923, Flaming Youth, dans lequel elle jouait aux côtés de l'acteur Milton Sills, est devenu un succès. La controverse du scénario a mis Moore au centre de l'attention en tant que flapper, mais après que Clara Bow soit montée sur scène dans Black Oxen en décembre, elle a progressivement perdu sa gloire. Au printemps 1924, elle a fait un bel effort, mais sans succès pour dominer Bow dans The Perfect Flapper, et, peu de temps après, elle s’est dissociée de l’ère des flapper; "Plus de flappers... les gens en ont assez des histoires d'amour à l’eau de rose." Des décennies plus tard, Moore a déclaré que Bow était sa “principale rivale”.

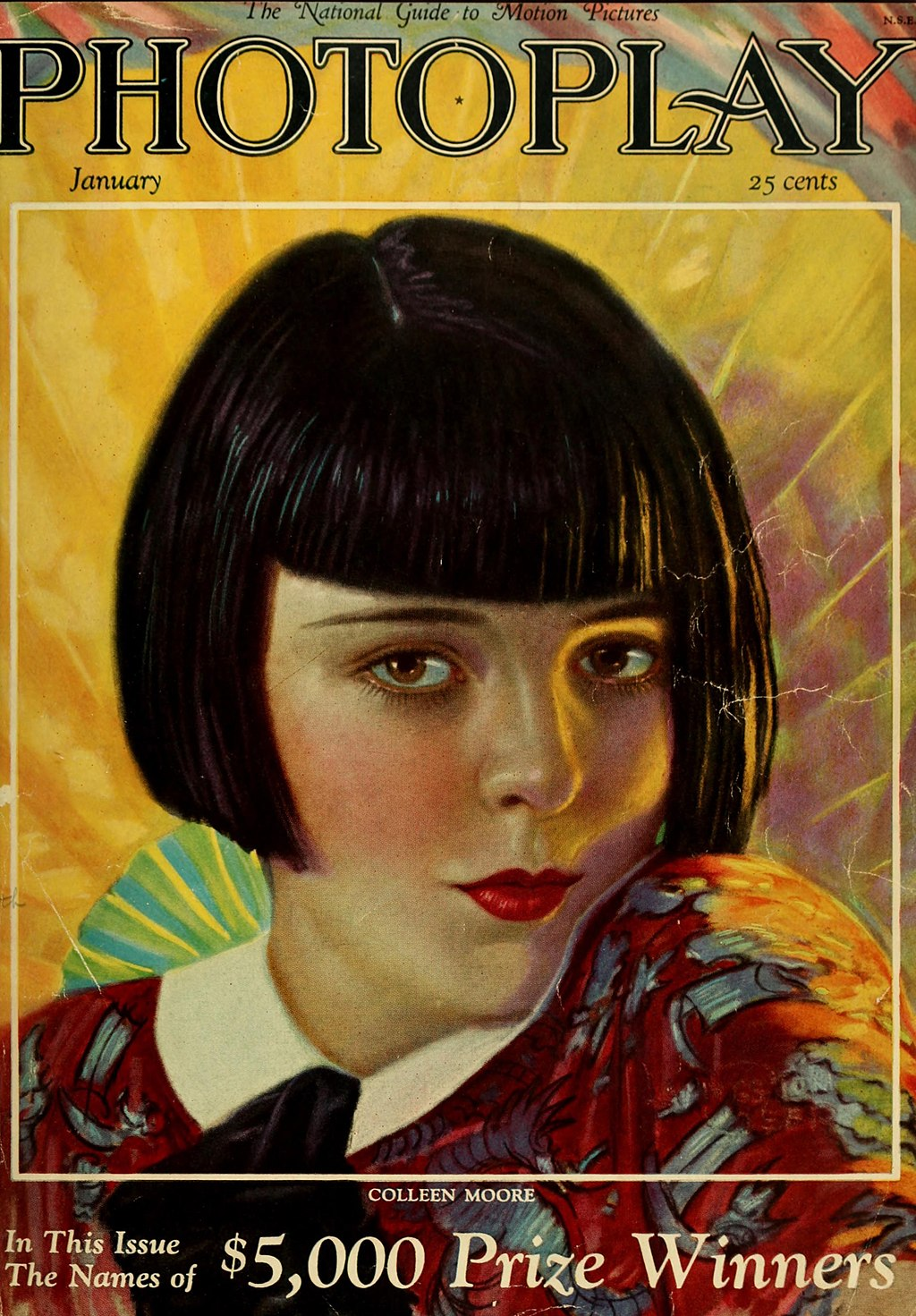
Colleen Moore en couverture du magazine Photoplay, 1926.

Through the Dark, tourné à l'origine sous le nom de Daughter of Mother McGinn, est sorti pendant que le film Flaming Youth faisait fureur en janvier 1924. Trois semaines plus tard, Painted People est apparu sur grand écran. Après ça, elle devait jouer dans Counterfeit. Le film a subi un certain nombre de changements de titre avant de sortir sous le nom de Flirting with Love en août. En octobre, First National a acheté les droits de Sally pour le prochain film de Moore. Cela était un réel défi, car Sally était une comédie musicale. En décembre, First National a acheté les droits de Desert Flower et, ce faisant, avait établi le programme de Moore pour 1925 : Sally serait filmée en premier, suivie de The Desert Flower.
À la fin des années 1920, elle a obtenu des rôles dramatiques dans des films tels que So Big, dans lequel  Moore a vieilli au fil des siècles, et a également été bien accueillie dans des comédies légères telles que  Irene. Une tournée à l’étranger était prévue pour coïncider avec la sortie de So Big en Europe, et Moore a vu cette tournée comme une première réelle opportunité de passer du temps avec son mari, John McCormick. Elle et Johan étaient tous les deux dévoués à leur carrière, et leurs horaires chargés les avaient empêchés de passer du temps ensemble. Moore voulait une famille, c’était l’un de ses objectifs.

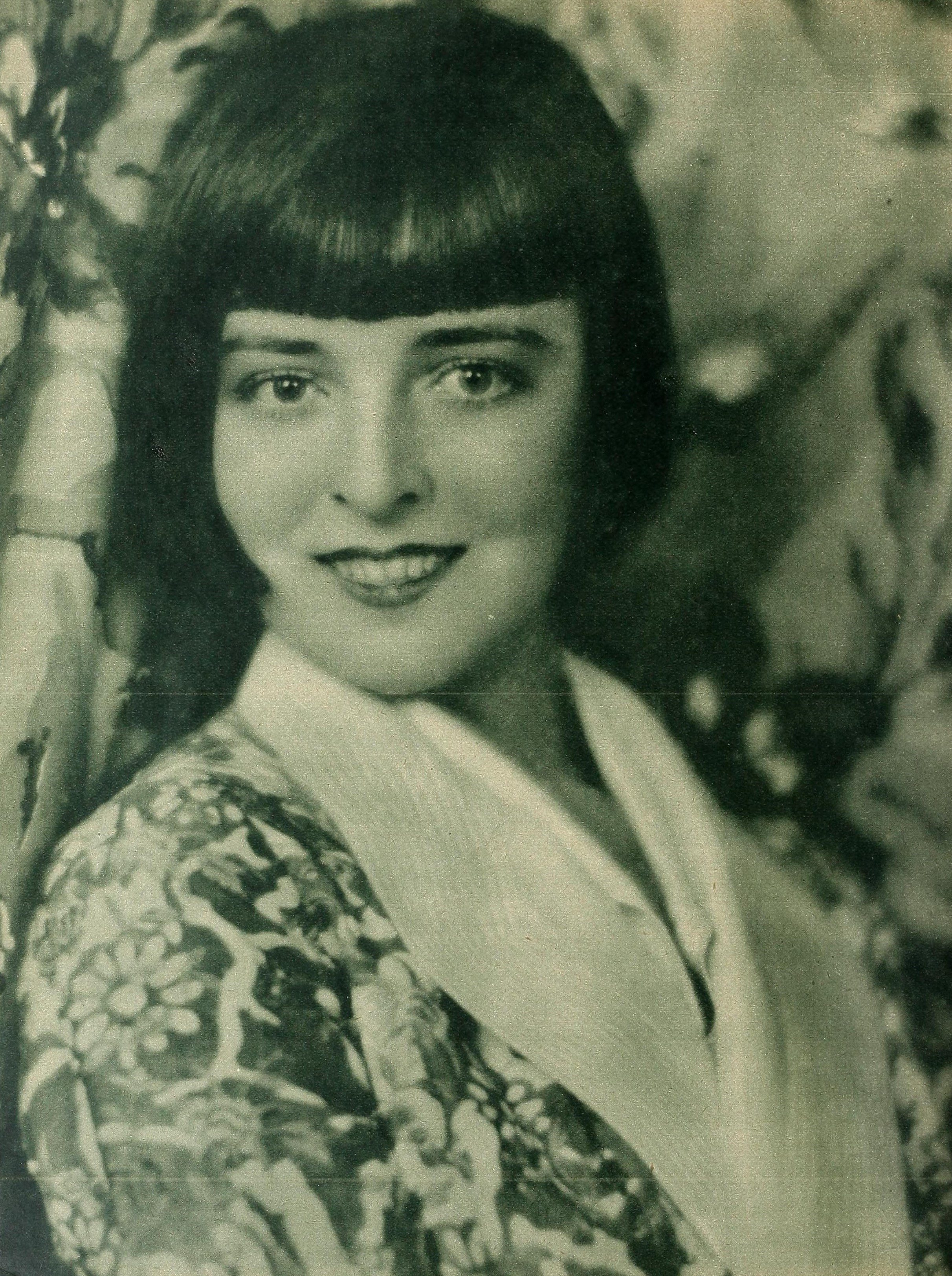
Portrait promotionnel de Moore au sommet de sa renommée (1927) montrant la célèbre coupe de cheveux « Dutchboy bobbed » qu’elle a rendu célèbre, et qu’elle a apparemment portée jusqu’à sa mort.

Ses projets de voyages sont mis en péril lorsqu’elle se blesse au cou pendant le tournage de The Desert Flower. Sa blessure à forcer la production à s'arrêter tandis que Moore a passé six semaines alitée dû à son plâtre. Une fois débarrassée de ce dernier, elle finit le film et part en Europe pour une tournée triomphale. À son retour, elle négocie un nouveau contrat avec First National. Ses films sont de grands succès, alors ses honoraires étaient très généreux. Après son retour aux États-Unis, son premier film fut We Moderns, dont l'action se déroule en Angleterre avec des repérages effectués à Londres pendant la tournée. Il s'agit d'une comédie, essentiellement une réécriture de Flaming Youth d'un point de vue anglais. Elle poursuit avec le film Irene (une autre comédie musicale dans le style du très populaire Sally) et Ella Cinders, une comédie directe où apparaît le comédien Harry Langdon. It Must Be Love était une comédie romantique aux nuances dramatiques, elle est suivie du Lys de Whitechapel (Twinkletoes), un film dramatique mettant en vedette Moore en tant que jeune danseuse dans le quartier de Limehouse à Londres au cours du siècle précédent. Orchids and Ermine est sorti en 1927, tourné en partie à New York, une histoire à peine voilée de Cendrillon.
En 1927, Moore se sépare de son studio à la suite de la démission soudaine de son mari. Selon les rumeurs, John McCormick était sur le point de se faire licencier pour sa consommation d’alcool et elle est partie dans le but de réintégrer son mari chez First National. Cela a fonctionné et McCormick s'est retrouvé comme l’unique producteur de Moore. La popularité de Moore a permis à ses productions de devenir très importantes et somptueuses. Ciel de Gloire (Lilac Time), un drame de la Première Guerre mondiale,  était l’une des plus grandes productions de l’époque. Ce film, ayant coûté près d’un million de dollars, a réussi à récupérer chaque centime dépensé en quelques mois. Avant sa sortie, Warner Bros a pris le contrôle de First National et n’était pas du tout intéressé par le maintien des accords de son contrat jusqu'à ce que les chiffres commencent à affluer pour Ciel de Gloire (Lilac Time).  Le film était un tel succès que Moore a réussi à conserver des conditions généreuses pour son prochain contrat en plus de garder son mari en tant que producteur.

### Colleen Moore Fairy Castle (maison de poupées)
En 1928, inspirée par son père et avec l’aide de son ancien décorateur, son père lui a construit une maison de poupées mesurant 0,84 m2, et dont la tour la plus haute atteint 3m. L'intérieur de la “Colleen Moore Dollhouse”, conçue par Harold Grieve, comprend des tapis en peau d’ours miniatures ainsi que des meubles et des œuvres d’art détaillés. Cette dernière est exposée au Musée des Sciences et de l'Industrie de Chicago  depuis le 10 octobre 1949, où selon le musée, elle est vue par 1,5 million de personnes[3] chaque année et vaudrait 7 millions de dollars. Mme Moore a continué d’y travailler et d’y contribuer des artéfacts jusqu’à sa mort.
Cette maison de poupée était la huitième que Moore possédait. Elle décrit dans son autobiographie Silent Star (1968), que sa première maison de poupée émane d’un meuble qui contenait sa collection de meubles miniatures. Elle a été supposément construite à partir d’une boîte de cigare.
Kitty Lorgnette écrit dans l’édition du Evening News (Tampa, Floride) du samedi 19 août 1938 que la première maison de poupées a été achetée par Oraleze O’Brien (Mme Frank J, Knight) en 1916 lorsque Moore (alors Kathleen) a quitté Tampa. Oraleze était trop grande pour des maisons de poupées, cependant, elle l’a vendue de nouveau après que son chat ait eu des chatons dedans, et c’est à partir de ce moment qu’elle en a perdu la trace. Il se dit que la troisième maison aurait été donnée à la fille d’une bonne amie de Moore, l’auteur Adela Roger St. Johns. La quatrième existe toujours et serait exposée dans le salon d’un membre de son entourage.

### Films parlants
Avec l’émergence du cinéma sonore en 1929, Moore a pris une pause dans sa carrière d’actrice . Après avoir divorcé de McCormick en 1930, Moore épouse Albert Parker Scott, un important courtier de New York, en 1932. Le couple vivait dans une somptueuse maison au 345 St. Pierre Road à Bel Air, où ils organisaient des fêtes pour l’équipe olympique des États-Unis, en particulier l’équipe de nautisme (yachting), pendant les Jeux olympiques d’été de 1932  à Los Angeles.
En 1934, Moore, alors divorcée d’Albert Parker Scott, est retournée travailler à Hollywood. Elle est apparue dans trois films, dont aucun n’a connu succès, et Moore a pris sa retraite. Son dernier film était une version de La Lettre écarlate  de 1934. Elle a ensuite épousé le veuf Homer Hargrave et a élevé ses enfants d’un mariage antérieur (elle n’a jamais eu d’enfants), avec lesquels elle a maintenu une relation proche à vie. Tout au long de sa vie, elle a également entretenu des amitiés proches avec d’autres collègues de l’ère du cinéma muet, comme le King Vidor et Mary Pickford.

## Dernières années
Dans les années 1960, Moore fonde une société de production télévisuelle avec King Vidor, avec qui elle travaille depuis les années 1920. Elle publie deux livres à la fin des années 1960, How Women Can Make Money in the Stock Market (1969) et son autobiographie, Silent Star : Colleen Moore Talks About Her Hollywood (1968). Elle figure également en bonne place aux côtés de Vidor dans le livre de Sidney D. Kirkpatrick, A Cast of Killers, qui raconte la tentative de Vidor de réaliser un film et de résoudre le meurtre de William Desmond Taylor. Dans ce livre, elle est remémorée comme ayant été une courtière immobilière à succès à Chicago et associée dans la société d’investissement Merrill Lynch après sa carrière cinématographique.
Au sommet de sa gloire, Moore gagnait 12 500 dollars par semaine. Elle était une investisseur astucieuse, et grâce à ses investissements, est restée riche pour le reste de sa vie. Dans ses dernières années, elle assistait fréquemment à des festivals de cinéma, et était un sujet d’entrevue populaire toujours disposée à discuter de sa carrière hollywoodienne. Elle a participé à la série documentaire Hollywood (1980), où elle s’est remémorée l’époque du cinéma muet d’Hollywood.

## Vie privée
Moore s’est mariée quatre fois. Son premier époux était John McCormick des ‘First National Studios’. Ils se sont mariés en 1923 et ont divorcé en 1930. En 1932, Moore épouse le courtier Albert P. Scott. Cette union se termine par un divorce en 1934. Le troisième mariage de Moore fut avec Homer Hargrave, qu’elle épousa en 1936; il finança sa maison de poupée et elle adopta son fils Homer Hargrave Jr et sa fille Judy Hargrave. Ils sont restés mariés jusqu’à la mort d’Hargrave en 1965. En 1982, Moore a épousé son dernier mari, le constructeur Paul Magenot. Ils sont restés mariés jusqu’à la mort de Moore en 1988.

## Mort et postérité
Le 25 janvier 1988, Moore décède d’un cancer à Paso Robles, en Californie, à l’âge de 88 ans.
Pour sa contribution à l’industrie cinématographique, Colleen Moore à une étoile sur l' Hollywood Walk of Fame au 1551 Vine Street.
F.Scott Fitzgerald écrit à son sujet : « J’étais l’étincelle qui éclairait Flaming Youth, Colleen Moore était le flambeau. Quelles petites choses nous sommes pour avoir causé tous ces problèmes. »
"I was the spark that lit up Flaming Youth, Colleen Moore was the torch. What little things we are to have caused all that trouble."

## Filmographie

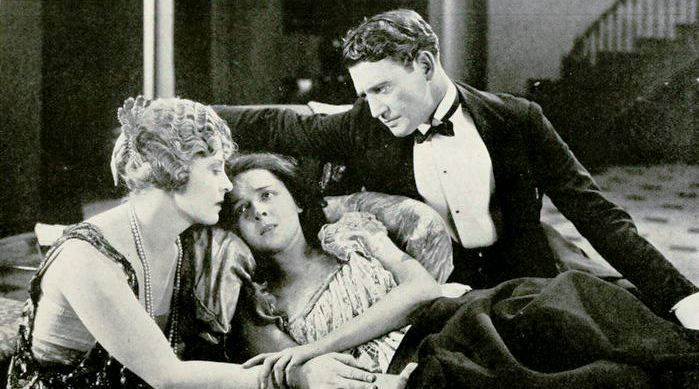
Photo de Gertrude Astor, Moore et Richard Dix lors du tournage du film The Wall Flower (1922).

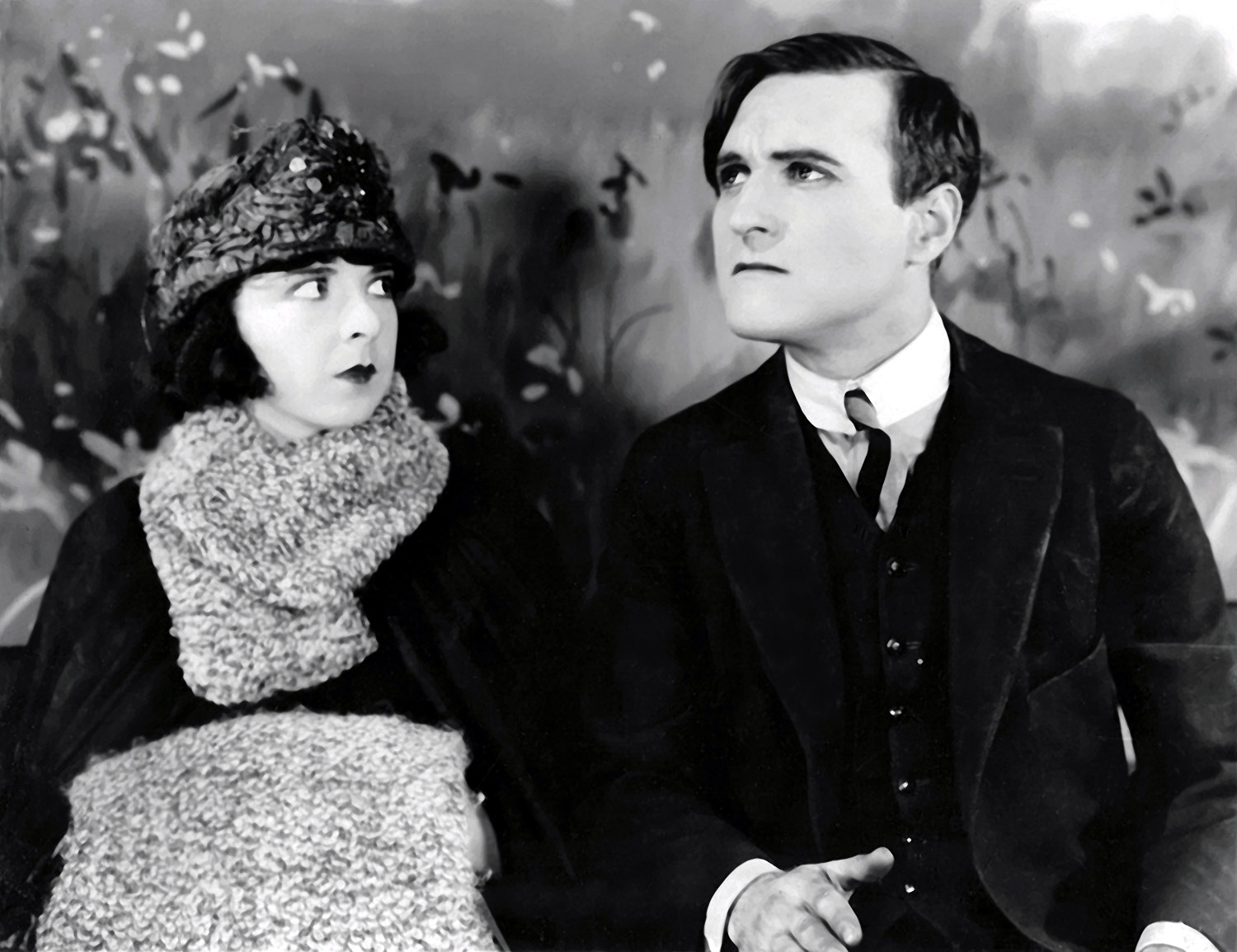
Colleen Moore et James Morrison dans The Nth Commandment de Frank Borzage.

| Année | Titre                                      | Rôle                                 | État de conservation du film                   |
| ----- | ------------------------------------------ | ------------------------------------ | ---------------------------------------------- |
| 1916  | The Prince of Graustark                    | Servante (non-creditee)              | Inconnu / Probablement perdu                   |
| 1917  | Le Mauvais Garnement (The Bad Boy)         | Ruth                                 | Inconnu / Probablement perdu                   |
| 1917  | An Old-Fashioned Young Man                 | Margaret                             | Perdu                                          |
| 1917  | Hands Up!                                  | Marjorie Houston                     | Perdu                                          |
| 1917  | La Petite Américaine (The Little American) | Infirmière (non-créditée)            | Existant                                       |
| 1917  | The Savage                                 | Lizette                              | Perdu                                          |
| 1918  | A Hoosier Romance                          | Patience Thompson                    | Inconnu / Probablement perdu                   |
| 1918  | Little Orphant Annie                       | Annie                                | Existant                                       |
| 1919  | Le Champion (The Busher)                   | Mazie Palmer                         | Existant                                       |
| 1919  | The Wilderness Trail                       | Jeanne Fitzpatrick                   | Perdu                                          |
| 1919  | The Man in the Moonlight                   | Rosine                               | Existant                                       |
| 1919  | The Egg Crate Wallop                       | Kitty Haskell                        | Existant                                       |
| 1919  | Common Property                            | Tatyoe (Tatiana)                     | Perdu                                          |
| 1919  | A Roman Scandal                            | Mary                                 | Existant                                       |
| 1920  | The Cyclone                                | Sylvia Sturgis                       | Perdu                                          |
| 1920  | Her Bridal Nightmare                       | Mary                                 | Existant                                       |
| 1920  | When Dawn Came                             | Mary Harrison                        | Existant                                       |
| 1920  | The Devil's Claim                          | Indora                               | Existant                                       |
| 1920  | So Long Letty                              | Grace Miller                         | Existant                                       |
| 1920  | Grain de son (Dinty)                       | Doreen O’Sullivan                    | Existant                                       |
| 1921  | The Sky Pilot                              | Gwen                                 | Existant                                       |
| 1921  | His Nibs                                   | The Girl                             | Existant                                       |
| 1921  | The Lotus Eater                            | Mavis                                | Perdu                                          |
| 1922  | Come on Over                               | Moyna Killiea                        | Inconnu / probablement perdu                   |
| 1922  | The Wampas Baby Stars of 1922              | Self                                 | Inconnu / probablement perdu                   |
| 1922  | The Wall Flower                            | Idalene Nobbin                       | Perdu                                          |
| 1922  | Affinities                                 | Fanny Illington                      | Inconnu / probablement perdu                   |
| 1922  | Forsaking All Others                       | Penelope Mason                       | Inconnu / probablement perdu                   |
| 1922  | La Chaîne brisée (Broken Chains)           | Mercy Boone                          | Existant                                       |
| 1922  | The Ninety and Nine                        | Ruth Blake                           | Incomplet                                      |
| 1923  | Rita, la petite danseuse (Look Your Best)  | Perla Quaranta                       | Inconnu / probablement perdu                   |
| 1923  | The Nth Commandment                        | Sarah Jukes                          | Incomplet                                      |
| 1923  | Slippy McGee                               | Mary Virginia                        | Inconnu / probablement perdu                   |
| 1923  | Broken Hearts of Broadway                  | Mary Ellis                           | Existant                                       |
| 1923  | The Huntress                               | Bela                                 | Inconnu / probablement perdu                   |
| 1923  | April Showers                              | Maggie Muldoon                       | Inconnu / probablement perdu                   |
| 1923  | Flaming Youth                              | Patricia Fentriss                    | Incomplet (une bobine existe)                  |
| 1924  | Une jeune fille qui se lance               | Tommie Lou Pember                    |                                                |
| 1924  | Mon grand                                  | Selina Peake                         |                                                |
| 1925  | Sally                                      | Sally                                | Perdu                                          |
| 1925  | The Desert Flower                          | Maggie Fortune                       | Perdu                                          |
| 1925  | We Moderns                                 | Mary Sundale                         | Perdu                                          |
| 1925  | Ben–Hur                                    | Figurante dans une course de chariot | Existant                                       |
| 1926  | Irene                                      | Irene                                | Existant                                       |
| 1926  | Si tu vois ma nièce (Ella Cinders)         | Ella Cinders                         | Existant                                       |
| 1926  | It Must Be Love                            | Fernie Schmidt                       | Perdu                                          |
| 1926  | Le Lys de Whitechapel (Twinkletoes)        | Twink ‘Twinkletoes’ Minasi           | Existant                                       |
| 1927  | Orchids and Ermine                         | ‘Pink’ Watson                        | Existant                                       |
| 1927  | Naughty but Nice                           | Bernice Sumners                      | Existant                                       |
| 1927  | Oh! Marquise (Her Wild Oat)                | Mary Brown                           | Existant                                       |
| 1928  | Happiness Ahead                            | Mary Randall                         | Perdu (une bande d’annonce existe)             |
| 1928  | Oh, Kay!                                   | Lady Kay Rutfield                    | Existant                                       |
| 1928  | Ciel de Gloire (Lilac Time)                | Jeannine Berthelot                   | Existant (musique vitaphone et effets sonores) |
| 1929  | Synthetic Sin                              | Betty                                | Existant (musique vitaphone et effets sonores) |
| 1929  | Why Be Good ?                              | Pert Kelly                           | Existant (musique vitaphone et effets sonores) |
| 1929  | Smiling Irish Eyes                         | Kathleen O’Connor                    | Perdu (une bande originale existe)             |
| 1929  | Footlights and Fools                       | Betty Murphy/ Fifi d’Auray           | Perdu (une bande originale existe)             |
| 1933  | The Power and the Glory                    | Sally Garner                         | Existant                                       |
| 1934  | Social Register                            | Patsy Shaw                           | Existant                                       |
| 1934  | Success at Any Price                       | Sarah Griswold                       | Existant                                       |
| 1934  | La lettre écarlate (The Scarlet Letter)    | Hester Prynne                        | Existant                                       |